# Ядерний об'єкт Натанз
33°43′30″ пн. ш. 51°43′30″ сх. д. / 33.725° пн. ш. 51.725° сх. д.
Ядерний об'єкт Натанз, офіційно Ядерний об'єкт Шахід Ахмаді Рошан — один з ядерних об'єктів в Ірані, побудований поблизу Натанза для збагачення урану. Цей центр є частиною ядерної програми Ірану, програми, вартість якої оцінюється в 2—3 трильйони доларів США. Підземний збагачувальний комплекс цього центру захищений бетонним щитом товщиною приблизно 7,6 метра.
За даними іранської влади, центрифужні установки в цьому центрі побудовані під землею, на глибині від 40 до 50 метрів. Цей конструкційний проєкт обрано з міркувань «безпеки людей», а також захисту від «можливого повітряного нападу».
Існування цього ядерного центру вперше викрила у 2002 році Народна організація моджахедів Ірану. Агентство Reuters повідомило, що вибухи сталися в цьому районі під час ізраїльських ударів по Ірану в червні 2025 року. За словами керівника Міжнародного агентства з атомної енергії Рафаеля Гроссі, наземний об'єкт був частково зруйнований під час ударів.

## Найменування
У лютому 2012 року, за присутності тодішнього президента Ірану Махмуда Ахмадінежада, назви 5 ядерних центрів та департаментів Ірану змінили на імена п'яти вбитих людей. Назву Ядерний об'єкт в Натанзі змінено на «Ядерний об'єкт імені Шахіда Ахмаді Рошана» на згадку про Мостафу Ахмаді Рошана, якого вбито 11 січня 2012 року.
До цього назва цього ядерного об'єкта була такою ж, як і назва сусіднього міста Натанз. Він досі відомий у світі під назвою «Ядерний об'єкт Натанз».

## Об'єкти
Завод зі збагачення палива (ЗЗП) займає площу 100 000 квадратних метрів, розташований на глибині 8 метрів під землею та захищений бетонною стіною товщиною 2,5 метри, яка також захищена іншою бетонною стіною. У 2004 році дах зміцнили залізобетоном і насипали 22 метри землі. Комплекс описують як розташований приблизно на трьох поверхах під землею, що складається з трьох підземних будівель, дві з яких побудували для розміщення 50 000 центрифуг, близько 14 000 з яких встановлено, а близько 11 000 працюють, та шести наземних будівель, включно з двома залами площею 25 000 квадратних метрів, що використовуються для складання газових центрифуг, а також низки адміністративних будівель.
Пілотний завод зі збагачення палива (ПЗЗП) розташований у комплексі, розміщеному в кількох наземних будівлях, і служить установкою для досліджень, розробок, випробувань і пілотного збагачення. Об'єкт розпочав роботу у 2003 році. Він складається з одного залу, розділеного на секцію для досліджень та розробок, а також виробничу секцію, і може вмістити 6 каскадів по 164 центрифуги кожен. ПЗЗП використовується Іраном для випробування нових конструкцій центрифуг. У звітах МАГАТЕ задокументовано наявність на об'єкті центрифуг IR-1, IR-2m, IR-3, IR-4, IR-5, IR-6 та IR6s, а станом на листопад 2022 року Іран брав участь у випробуваннях центрифуг IR-8, IR-8b та IR-9 на цьому об'єкті.

## Історія

### Визнання, діяльність та розширення
У 2002 році Національна рада опору викрила існування нерозкритого об'єкта зі збагачення урану в Натанзі, що викликало занепокоєння щодо ядерної програми Ірану.
У 2003 році, після того, як іранський уряд офіційно визнав існування об'єктів, Міжнародне агентство з атомної енергії провело їх перевірку та виявило, що вони мають більш просунуту ядерну програму, ніж раніше передбачала американська розвідка. Початкове виявлення об'єкта зі збагачення в Натанзі, а також відмова Ірану повноцінно співпрацювати з МАГАТЕ, загострили напруженість між Іраном та західними державами.
У лютому 2003 року Генеральний директор МАГАТЕ Мохамед Ель-Барадей відвідав об'єкт і повідомив, що 160 центрифуг завершені та готові до експлуатації, а ще 1000 перебувають на стадії будівництва. Протягом 2003 року інспектори МАГАТЕ виявили частинки високозбагаченого урану (ВЗУ) на об'єкті в Натанзі. Іран стверджував, що матеріал був забруднений країною-постачальником, хоча Іран не назвав її назви. Відповідно до Кодексу 3.1 Додаткових домовленостей до угоди про гарантії Ірану, що діяли до того часу, Іран не був зобов'язаний декларувати об'єкт зі збагачення в Натанзі до шести місяців до ввезення ядерного матеріалу на об'єкт.
Збагачення урану на заводі зупинено в липні 2004 року під час переговорів з європейськими країнами. У 2006 році Іран оголосив про відновлення збагачення урану. У вересні 2007 року уряд Ірану оголосив про встановлення 3 центрифуг у Натанзі. У 2010 році іранський уряд повідомив Міжнародне агентство з атомної енергії, що майбутні програми збагачення здійснюватимуться в Натанзі й розпочнуться в березні 2011 року.
Після обрання Махмуда Ахмадінежада президентом Ірану в серпні 2005 року режим змінив свою позицію щодо співпраці з МАГАТЕ, а 10 січня 2006 року Іран зняв захисні пломби МАГАТЕ з об'єкта та відновив збагачення урану, ввівши газоподібний гексафторид урану (UF6) у центрифуги. За даними МАГАТЕ, у 2009 році в Натанзі встановлено приблизно 7000 центрифуг, з яких 5000 виробляли низькозбагачений уран. У серпні 2010 року МАГАТЕ заявило, що Іран почав використовувати другий комплект із 164 центрифуг, з'єднаних у каскад, для збагачення урану до 20 % на своєму пілотному заводі зі збагачення палива в Натанзі.
У 2010 році іранська заява, підтверджена МАГАТЕ, свідчила про те, що PFEP розпочав збагачення гексафториду урану до 20 %. Починаючи з липня того ж року, Іран почав постачати UF6 у два взаємопов'язані каскади IR-1 зі 164 центрифуг кожен, що знаходяться у виробничому цеху. Станом на травень 2013 року Іран виробив 77,8 кг UF6, збагаченого до 20 % у ПЗЗП. Цей розвиток подій посилив занепокоєння щодо потенційного ядерного прориву, оскільки великий запас урану, збагаченого до 20 %, скоротив би час, необхідний для виробництва збройового урану, більш ніж вдвічі. У квітні 2021 року Іран розпочав збагачення UF6 до 60 % на ПЗЗП, використовуючи центрифуги IR-4 та IR-6.
У січні 2013 року Ферейдун Аббасі з Організації з атомної енергії Ірану заявив: «У Натанзі триває збагачення урану на п'ять відсотків, і ми продовжимо збагачення на 20 відсотків у Фордо та Натанзі, щоб задовольнити наші потреби».
Щоденна інспекція об'єкта в Натанзі МАГАТЕ була узгоджена в рамках угоди про скорочення збагачення ядерного урану, укладеної з країнами P5+1 у листопаді 2013 року.
У червні 2020 року Організація з атомної енергії Ірану опублікувала фотографії будівлі, яка, як вважалося, була об'єктом збирання центрифуг, після недавніх вибухів. Неназваний співробітник близькосхідної розвідки пізніше заявив, що пошкоджено об'єкт вибуховим пристроєм.
28 жовтня 2020 року Міжнародне агентство з атомної енергії опублікувало супутникові знімки, які свідчать про те, що Іран розпочав будівництво підземної електростанції поблизу свого ядерного об'єкта в Натанзі. У березні 2021 року Іран відновив збагачення урану на об'єкті в Натанзі за допомогою третього комплекту вдосконалених ядерних центрифуг, що стало серією порушень нечинної ядерної угоди 2015 року.
У жовтні 2020 року Центр досліджень нерозповсюдження опублікував супутникові знімки, які підтверджують, що Іран розпочав будівництво підземного заводу поблизу свого ядерного об'єкта в Натанзі. У листопаді 2020 року МАГАТЕ повідомило, що Іран почав подавати гексафторид урану (UF6) у нещодавно встановлений підземний каскад зі 174 вдосконалених центрифуг IR-2m у Натанзі, що заборонено СВПД. У грудні 2020 року МАГАТЕ повідомило, що Тегеран «зберігає більш ніж у 12 разів більше збагаченого урану», ніж дозволено СВПД, і що «також розпочалися роботи з будівництва нових підземних об'єктів поблизу Натанза, його головного збагачувального об'єкта».
У березні 2021 року Іран відновив збагачення урану на об'єкті в Натанзі за допомогою третього комплекту вдосконалених ядерних центрифуг IR-4, що стало серією порушень ядерної угоди 2015 року. 10 квітня Іран почав закачувати газоподібний гексафторид урану в сучасні центрифуги IR-6 та IR-5 у Натанзі, але наступного дня в мережі розподілу електроенергії сталася аварія. 11 квітня ІРНА повідомила, що інцидент стався через відключення електроенергії, і що постраждалих немає, а витоку радіоактивних матеріалів не було. Зрештою з'явилися додаткові подробиці про те, що насправді напад організував Ізраїль.
14 квітня 2022 року МАГАТЕ у звіті, з яким ознайомилося агентство Reuters, повідомило, що Іран починає експлуатувати новий цех у Натанзі, де виготовлятимуться деталі для центрифуг для збагачення урану з використанням обладнання, переміщеного з його нині закритого заводу в Караджі.
29 квітня 2022 року, за словами генерального директора МАГАТЕ Рафаеля Гроссі, новий цех Ірану в Натанзі для виготовлення деталей центрифуг був створений під землею, ймовірно, для захисту від можливих атак.
Згідно з даними Iran Watch, станом на жовтень 2024 року на заводі зі збагачення палива (FEP) у Натанзі працювало 36 каскадів (кластерів) центрифуг IR-1 та 30 більш досконалих центрифуг моделей IR-2m, IR-4 та IR-6, тоді як на пілотному заводі зі збагачення палива (PFEP) у Натанзі працювало майже 1000 вдосконалених центрифуг моделей IR-4 та IR-6, які збагачують уран до 60 %. У Натанзі зберігається кілька тисяч центрифуг ІР-1, а також низка потужних центрифуг, що розробляються, що сприяє зростанню запасів збагаченого урану Ірану. Накопичення та остаточне розгортання великої кількості центрифуг дозволило б Ірану пришвидшити виробництво ядерного палива та потенційно дозволило б подальше збагачення урану збройового класу.
У листопаді 2024 року, за даними Washington Post, супутникові знімки показують, що на ядерному об'єкті в Натанзі триває будівництво. Також Міжнародне агентство з атомної енергії оголосило, що Іран будує вдосконалений завод зі складання центрифуг під землею ядерного об'єкта Натанз.

### Диверсії та кібератаки
Завод в Натанзі постраждав внаслідок складної кібератаки, яку, як стверджується, здійснено в межах операції під назвою «Олімпійські ігри» коаліцією німецьких, французьких, британських, американських, голландських та ізраїльських розвідувальних організацій. У атаці використано черв'яка Stuxnet, який перешкоджав роботі центрифуг заводу та з часом завдавав їм шкоди. Ймовірною метою кібератаки було не повне знищення ядерної програми Ірану, а зупинення її розвитку настільки, щоб санкції та дипломатія набули чинності. Цієї нібито мети досягнуто, оскільки в липні 2015 року досягнуто Спільного всеохоплюючого плану дій щодо ядерної зброї з Іраном.
Близько 2-ї години ночі за місцевим часом 2 липня 2020 року на заводі з виробництва центрифуг на об'єкті зі збагачення урану в Натанзі сталася пожежа та вибух. Відповідальність за напад взяла на себе група, відома як «Гепарди Батьківщини». Деякі іранські чиновники припустили, що інцидент міг бути спричинений кіберсаботажем.
10 квітня 2021 року Іран почав закачувати газоподібний гексафторид урану в сучасні центрифуги IR-6 та IR-5 у Натанзі, але наступного дня в мережі розподілу електроенергії сталася аварія. 11 квітня ІРНА повідомила, що інцидент стався через відключення електроенергії, і що постраждалих немає, а витоку радіоактивних матеріалів не було. У повідомленнях стверджувалося, що напад організував Моссад. 17 квітня іранське державне телебачення назвало 43-річного Резу Карімі з Кашана підозрюваним у відключенні електроенергії, заявивши, що він утік з країни до того, як стався саботаж. У липні 2021 року, як повідомляється, Іран обмежив доступ інспекторів до заводу.

### Ізраїльські авіаудари 2025 року
Джерела повідомляють, що це місце атаковано в межах операції «Висхідний лев». Ізраїльський чиновник заявив, що об'єкт був зруйнований. За словами керівника МАГАТЕ Рафаеля Гроссі, наземний об'єкт зі збагачення був повністю знищений.